# Фелтън (Калифорния)
Фелтън (на английски: Felton) е населено място в окръг Санта Круз в щата Калифорния, Съединените американски щати.
Има население от 4489 жители (2020 г.) и обща площ от 2,4 км² (0,9 мили²). 90,58% от населението са бели, 0,67% са афроамериканци, 0,57% са индианци, 1,43% са от азиатски произход, 0,10% са с произход от тихоокеанските острови, 3,33% са от други раси, а 3,33% са от 2 или повече раси. С латиноамерикански произход е 7,14% от населението.

## История
Фелтън е наречен на Джон Брукс Фелтън, бивш кмет на град Оукланд в Калифорния, съдия и инвеститор.
Фелтън е обявен за град на 8 март 1878 г.
През 1917 г. Фелтън е деинкорпориран от законодателната власт, като по този начин престава да съществува като град.